# 김진호 (배우)
김진호(1962년 4월 4일 ~ )는 대한민국의 배우이다.

## 경력
- 1981년 ~ 現  (사)전문예술극단예인방 이사장
- 1987년 ~ 2012년 (사)나주연극협회 회장
- 1999년 ~ 現 고구려대학교수
- 2003년 ~ 2005년 (사)전라남도 연극협회||회장
- 2003년 ~ 2005년 (사)한국연극협회||이사
- 2005년 ~ 2018년 남북문화교류협력위원회||회장
- 2007년 ~ 2015년 (사)나주예총||회장
- 2012년 ~ 2018년 나주시문화예술자문||위원
- 2013년 ~ 2019년(사)전라남도문화예술위원회 위원
- 2013년 ~ 現 한국예술문화산업진흥원 이사장
- 2017년 ~ 2018년 도농협동연수원 자문위원

## 수상
- 2014년 대한민국연극대상 자랑스런 연극인상
- 2011년 한국예총예술문화상 대상
- 2009년 전라남도 문화상
- 1999년 21C신문화인물 선정
- 1991년 연희 연극상

## 출연작

### 드라마
- 2003년  SBS 월화대하사극 《왕의 여자》 - 김류 역
- 2004년  KBS2 주말연속극 《애정의 조건》
- 2005년  MBC 대하드라마 《제5공화국》 - 이택돈 역
- 2005년  SBS 월화드라마 《서동요》 - 위송장군 역
- 2006년  MBC 월화특별기획 《주몽》 - 양탁군장 역
- 2007년  MBC 월화드라마 《이산》 - 이훈영 대감 역
- 2008년  OCN 미니시리즈 《과거를 묻지 마세요》 - 준상 역
- 2008년  MBC드라마넷 미니시리즈 《전처가 옆방에 산다》 - 철만 역
- 2009년  SBS 드라마스페셜 《시티홀》 - 박진감 역
- 2010년  SBS 월화드리마 《동이》 - 김주신 역
- 2010년  SBS 드라마스페셜 《대물》 - 김현갑 역
- 2011년  MBC 창사특별기획 《계백》 -  왕효린 역
- 2011년  SBS 금요드라마 《더 뮤지컬》 - 서회장 역
- 2013년  MBC 일일연속사극 《구암 허준》 - 김응택 역
- 2014년  SBS 월화드라마 《펀치》 - 국회의장 역
- 2014년  MBC 월화드라마 《기황후》 - 인주지사 역
- 2014년  MBC 주말드라마 《황금 무지개》 - 연구원 역
- 2014년  tvN 금요드라마 《꽃할배 수사대》 - 오승욱 부장 역
- 2014년  TV조선 주말드라마 《최고의 결혼》 - 안중락  역
- 2015년  MBC 월화특별기획 《빛나거나 미치거나》 - 박수경 역
- 2016년  MBC 주말특별기획 《옥중화》 - 정상호 역
- 2017년  tvN 수목드라마 《크리미널 마인드》 - 홍혜인 부 역
- 2017년  MBC 주말특별기획 《도둑놈, 도둑님》 - 이창영 역
- 2018년 드라맥스 & MBN 수목드라마 《마성의 기쁨》- 여재만 역
- 2019년  TV조선 주말드라마 《바벨》 - 강태성 역
- 2020년  SBS 월화드라마 《굿캐스팅》 - 금동석 역
- 2020년 TVN 주말드라마 《철인왕후》 - 윤대감 역
- 2021년 MBC 수목드라마 《미치지 않고서야》 - 배정탁 상무 역

### 연극
- 1981년 《시집가는 날》 - 미언 역
- 1983년 《배비장전》 - 배비장 역
- 1983년 《쥐덫》 - 트로터 역
- 1984년 《블랙 코메디》 - 브린즈리 밀러 역
- 1985년 《햄릿》 - 햄릿 역
- 1986년 《콜렉터》 - 콜랙 역
- 1986년 《별을 수놓는 여자》 - 노만 역
- 1987년 《배비장전》 - 배비장 역
- 1988년 《동트는 새벽에 서다》 - 성식 역
- 1990년 《농토》 - 박대감 역
- 1997년 《아름다운 거리》 - 인광남 역
- 1998년 《피고지고 피고지고》 - 왕오 역
- 1995년 《피고지고 피고지고》 - 왕오 역
- 1999년 《숨쉬는 땅 통토》 - 박대감 역
- 2000년 《돼지와 오토바이》 - 의사 역
- 2002년 《달빛 소나타》 - 유달수 역
- 2004년 《서툰 사람들》 - 유달수 역
- 2005년 《피고지고 피고지고》 - 왕오 역
- 2006년 《비풍초똥팔삼》
- 2007년 《봉숭아 물들이고》 - 남편 역
- 2008년 《친정엄마》 - 이장 역
- 2010년 《모정의 세월》 - 배기철 역
- 2011년 《무어별》 - 박영감 역

### 영화
- 2004년 《돈 텔 파파》 - 나이트 사장 역
- 2009년 《19-Nineteen》 - 형사반장 역

## 연출 및 기획

### 연극
- 2020년 《김치》
- 2020년 《뮤지컬 Dream! Dream! Dream Hi !5》
- 2020년 《못생긴 당신》
- 2019년 《이성계 역사재판》
- 2019년 《이성계 역사재판》
- 2019년 《못생긴 당신》
- 2019년 《못생긴 당신》
- 2019년 《못생긴 당신》
- 2019년 《못생긴 당신》
- 2018년 《못생긴 당신》
- 2018년 《선달 배비장》
- 2018년 《역사를 지키는 자 그 향기 천년을 가려라》
- 2018년 《아랑사와 아비사》
- 2018년 《아버지와 나와 홍매와》
- 2018년 《아버지와 나와 홍매와》
- 2018년 《아버지와 나와 홍매와》
- 2018년 《아버지와 나와 홍매와》
- 2017년 《아버지와 나와 홍매와》
- 2017년 《엄마의 강》
- 2017년 《엄마의 강》
- 2016년 《엄마의 강》
- 2016년 《향숙이》
- 2015년 《그대 손에 노란편지》
- 2015년 《엄마의 강》
- 2015년 《언덕을 넘어서 가자》
- 2014년 《엄마의 강》
- 2014년 《뮤지컬 Dream! Dream! Dream Hi!3》
- 2014년 《언덕을 넘어서 가자》
- 2014년 《울 엄니》
- 2013년 《김치》
- 2013년 《뮤지컬 Dream! Dream! Dream Hi!2》
- 2013년 《세상에서 가장 아름다운 이별》
- 2012년 《세상에서 가장 아름다운 이별》
- 2012년 《김치》
- 2012년 《언덕을 넘어서 가자》
- 2012년 《뮤지컬 Dream! Dream! Dream Hi!》
- 2011년 《병사와 수녀》
- 2011년 《언덕을 넘어서 가자》
- 2011년 《김치》
- 2011년 《마요네즈》
- 2011년 《세상에서 가장 아름다운 이별》
- 2010년 《김치》
- 2010년 《청학동 비보이》
- 2010년 《뮤지컬 방황하는 별들》
- 2010년 《배비장뎐》
- 2010년 《두 아들》
- 2009년 《마요네즈》
- 2009년 《무어별》
- 2009년 《남평현갑 납시오!》
- 2008년 《나주목사 모의재판》
- 2008년 《갈라콘서트》
- 2008년 《브로드웨이 뮤지컬》
- 2008년 《청학동 비보이를 탄생시키다》
- 2008년 《딸들의 봄날》
- 2007년 《봉화불》
- 2007년 《혁신도령, 이화낭자에게 장가온다네!》
- 2007년 《나주목사 모의재판》
- 2007년 《브로드웨이 뮤지컬 갈라 콘서트》
- 2007년 《주몽》
- 2007년 《신 놀부뎐》
- 2006년 《마당극 뺑파전》
- 2005년 《소인 죄가 없사옵니다》
- 2004년 《누가 이 사람을 모르시나요》
- 2003년 《불효자는 웁니다》
- 2003년 《사랑에 속고 돈에 울고》
- 2001년 《홍도야 울지마라》
- 2001년 《여자는 무엇으로 사는가》
- 1998년 《뮤지컬 방황하는 별들》
- 1998년 《뮤지컬 방황하는 별들》
- 1996년 《산불》
- 1996년 《여자는 무엇으로 사는가》
- 1995년 《타이피스트와 사형수》
- 1994년 《뮤지컬 방황하는 별들》
- 1993년 《뮤지컬 꿈꾸는 별들》
- 1993년 《루브》
- 1989년 《종의 침묵》
- 1989년 《품바》
- 1988년 《동트는 새벽에 서다》
- 1987년 《배비장전》
- 1986년 《콜렉터》
- 1986년 《별을 수 놓은여자》
- 1985년 《햄릿》
- 1985년 《은하수로 가는 우유배달부》
- 1984년 《블랙코메디》
- 1983년 《쥐덫》
- 1982년 《시집가는 날》
- 1981년 《시집가는 날》

### 행사
- 2014년 《세계 원형민속 춤 페스티벌》
- 2012년 《목사고을 나주 주말 상설공연 “판”》
- 2011년 《전라남도 도민체전 문화행사》
- 2009년 《안성현 음악제》
- 2008년 《솔 향기 사이로》
- 2008년 《전국체전 전야제 어울마당》
- 2007년 《영산강 문화축제》
- 2006년 《영산강 문화축제》